# Arabe dialectal

Carte des variétés dialectales de l'arabe.

L'arabe dialectal ou la darija, en arabe  ou ٱلْعَرَبِيَّة العامية / al-ʿarabiyyah al-ʿāmmiyya (« arabe familier », dans de nombreux pays arabes) ou ٱلْعَرَبِيَّة ٱلدَّارِجَة / al-ʿarabiyyah ad-dārijah (« arabe commun », au Maghreb), est l'ensemble des dialectes arabes résultant d'une interférence linguistique entre l'arabe et les langues locales ou voisines. Cette interférence résulte d'une arabisation ou d'une influence culturelle due principalement à la colonisation, aux mouvements migratoires, au commerce, et plus récemment aux médias.
Ces dialectes sont en perpétuelle évolution, incluant constamment de nouveaux mots et tournures de phrases, parfois tirés de langues occidentales comme le français, l'espagnol ou l'anglais. Aux côtés d'autres langues non arabes, ils sont utilisés pour la communication de tous les jours dans les pays concernés.

## Classification

### Famille occidentale
- Groupe ibérique :
  - Arabe andalou (Andalousie, éteint, « traces » subsistantes dans certains parlers citadins au Maghreb pratiqués par une petite minorité d'origine andalouse) ;
- Groupe maghrébin :
  - Arabe marocain « non-hilalien » :
    - Parlers citadins (parlers non-hilaliens, fortement influencé par l'arabe andalou) [1],[2]
      - Arabe citadin « pur » (parlers anciens de Fès, Rabat, Salé, Tétouan, Taza)[1],[3]
      - Arabe citadin d'influence bédouine (parlers anciens de Marrakech, Meknès)
      - Arabe citadin d'influence montagnarde (parlers anciens de Tanger, Ouazzane, Chefchaouen)

    - Parlers montagnards (pré-hilaliens) [4],[5]
      - Arabe marocain montagnard septentrional
      - Arabe marocain montagnard meridional (Senhaja, Zenata)

    - Parlers judéo-marocains (non-hilalien) [6]

  - Arabe marocain bédouin (hilalien et maqilien) :
    - Parlers ʿAroubi : parlers mâqiliens des plaines occidentales du Maroc (Doukkala, Abda, Chaouia, Gharb, Tadla, Chiadma, Haouz, Seraghna, Zaers)[7]
    - Parlers orientaux : parlers mâqiliens, parlés à Oujda et dans une partie de la région orientale[8],[9]
    - Nouveaux parlers urbains du Maroc (koinès urbaines, dominante hilalienne-mâqilienne), résultants des mouvements de migration vers les villes au XXe siècle[1]
    - Parlers du Sahara : parlers mâqiliens[10],[11]

  - Arabe algérien (Algérie)
    - Parlers algériens occidentaux : parlers pré-hilaliens de Tlemcen et Nedroma, parlers mâqiliens, koinés urbaines d'Oran et de Mostaganem, parlers de la vallée du Chélif, parlers des Traras.
    - Parlers algériens centraux : parlers d'Alger, parlers de la Mitidja ( Tipaza, Blida... )
    - Parlers algériens orientaux : parlers hilaliens et sulaymites des hauts plateaux (Bordj Bou Arreridj, Sétif, Msila...), parlers pré-hilaliens de Jijel, Collo, Mila, de Bejaia, parler de Constantine, parlers de l'extrême est algérien ( Annaba, Souk Ahras, Tébessa, El Kala)
    - Parlers algériens méridionaux : Arabe saharien
    - Une forte influence de l'arabe andalou notamment dans les parler citadins de Béjaïa, Tlemcen, Nedroma,Mostaganem, Dellys etc.

  - Arabe tunisien (Tunisie, Extrême nord-est algérien),
    - Parlers pré-hilaliens Nord oriental, régions de Tunis, Bizerte et le Cap Bon
    - Parlers pré-hilaliens de la région de Sfax
    - Parlers pré-hilaliens sahéliens des régions de Sousse, Monastir, Mahdia.
    - Parlers sulaymites Nord occidental ( Nord-Ouest de la Tunisie)
    - Parlers hilaliens occidental (Ouest de la Tunisie)
    - Parlers sulaymites Sud ( Sud de la Tunisie)

  - Maltais, pré-hilalien (Malte)
  - Arabe sicilien, pré-hilalien (Sicile, éteint) ;

- Groupe bédouin :
  - Arabe libyen ;
    - Arabe libyen de Tripolitaine (Tripolitaine),
    - Arabe libyen de Cyrénaïque (Cyrénaïque),
    - Arabe libyen du Fezzan (Fezzan),
    - Arabe tunisien du Sud (Sud tunisien)

  - Hassaniya (Mauritanie, Maroc,Sahara occidental, Algérie, Mali, Sénégal)[12]
  - Arabe saharien (Sud-ouest algérien, Niger).

### Famille orientale
- Groupe du Nil :
  - Arabe égyptien
  - Arabe saʿïdi
  - Arabe soudanais
  - Arabe tchadien

- Groupe levantin:
  - Arabe chypriote maronite
  - Arabe levantin septentrional
    - parlers du nord-est (Alep, Hama, Homs, Alexandrette)
    - parlers centraux (Damas, Liban, Galilée)
    - parlers de la côte syrienne (Monts Nusayriya, nord du Liban)

  - Arabe levantin méridional
    - parlers palestiniens (nord de la Cisjordanie, centre d'Israël)
    - parlers du sud-est (sud de la Syrie, Golan, Jordanie, sud de la Cisjordanie)
    - parlers du sud (Gaza, Karak)

- Groupe mésopotamien
  - Arabe irakien
    - Arabe irakien méridional (gilit)
    - Arabe irakien septentrional (qeltu)

  - Arabe anatolien
  - Arabe du Khouzistan
  - Arabe centrasiatique (en)
    - Arabe tadjik (en)
    - Arabe ouzbek (en)

- Groupe péninsulaire :
  - Parlers péninsulaires du sud
    - Arabe yéménite
      - Sananéen (en)
      - Ta'izzi et Adénien (en)
      - Hadrami (en)
      - Tihami (en)

    - Arabe Baharna (Bahreïn, Hasa-et-Qatif)

  - Parlers péninsulaires du nord-est
    - Parlers du Golfe
      - Arabe khaliji (Golfe Persique)
      - Arabe omanais
      - Arabe dhofari (en)
      - Arabe shihhi (en)
      - Arabe koweïtien (en)

    - Parlers du Nejd

  - Parlers péninsulaires de l'ouest
    - Arabe hedjazi
    - Arabe bareqi

  - Parlers péninsulaires du nord-ouest : parlers bédouins du Néguev, du Sinaï, du sud de la Jordanie et du nord-ouest de l'Arabie saoudite{\displaystyle }.

## Influences étrangères
Outre l'évolution linguistique naturelle indépendante de chaque région, les différents dialectes se distinguent par les influences d'autres langues :
- Substrat araméen pour les dialectes mésopotamiens, l'irakien ;
- Substrat berbère pour tous les dialectes maghrébins ;
- Substrat punique pour les dialectes maghrébins ;
- Substrat latin pour le maltais ;
- Substrat grec pour le maltais ;
- Superstrat italien pour le maltais et le tunisien ;
- Superstrat espagnol pour le marocain et l'ouest algérien ;
- Substrat égyptien ancien pour l'égyptien ;
- Substrat phénicien pour le syro-libano-palestinien, le tunisien et le maltais ;
- Emprunts français, italiens et espagnols pour les dialectes maghrébins et le libanais ;
- Emprunts turcs pour le syro-libano-palestinien, l'égyptien et pour les dialectes algérien et tunisien.

## Cas de l'arabe maghrébin (al-maghribi)
En tentant de jeter la lumière sur la vie langagière du Maghreb pré-islamique, Abdou Elimam découvre que la langue introduite par les Phéniciens en Afrique du nord, le punique, s'avère langue substrat (à hauteur de 50 % en moyenne) dans les parlers contemporains du Maghreb et de Malte (1997), ce qui le conduit à oser un regard renouvelé et critique sur la nature supposée « arabe » des parlers du Maghreb. Son étude assoit la conviction que loin d'être une arabisation (spontanée) de toutes ces contrées, les parlers de Malte et du Maghreb sont des évolutions du punique au contact de l'arabe et du berbère. Rejoignant Charles A. Fergusson et bien des linguistes orientaux, Abdou Elimam nomme maghribi cette identité linguistique polynomique et au substrat punique (1997, 2003).

## Exemples dialectaux
Exemple d'une même phrase en français, arabe littéral, maltais, dialecte tunisien, dialecte algérien, dialecte marocain, dialecte mauritanien, dialecte égyptien et dialecte libanais :
- Français : Demain, j'irai voir le joli marché ;
- Arabe classique : Ghaden, saʾ adh-habu li-ruʾyati s-suqi'l-jamil ;
- Maltais : Għada, sa mmur nara is-suq is-sabiħ/ il-helu (se prononce 'aada sa mmour nara is-sou' is-sabih/ il-helou) ;
- Arabe tunisien : Ghodwa, maši nara/nšuf as-suq el-helou/ el-meziane/ el-bahi/ el-semħ ;
- Arabe algérien : Ghodwa, nroh nšuf as-suq/sug ash-shabab/az-zine/l-mliħ ;
- Arabe marocain : Ghedda, ghadi/maši nšuf es-suq ez-zine/ez-zwine/l-meziane/l-mliħ/ej-jiyyed ;
- Arabe mauritanien : Ghaden, leihi nguiss es-suq ez-zeine ;
- Arabe égyptien : Bokra, haroh ʾašuf as-suʾ al-gamîl ;
- Arabe libanais : Bukra, ana rayeḥa šuf as-suʾ el-helo.

## Écriture
Lorsqu'ils s'écrivent, les dialectes utilisent indifféremment un alphabet arabe modifié ou un alphabet latin avec signes diacritiques tel que le maltais.